# Łyszkowice (powiat poddębicki)
Łyszkowice – wieś w Polsce położona w województwie łódzkim, w powiecie poddębickim, w gminie Pęczniew.
W latach 1975–1998 miejscowość należała administracyjnie do województwa sieradzkiego.
Wieś Łyszkowice została powiększona w czasie powstawania zbiornika wodnego Jeziorsko. „Wchłonęła” między innymi części wsi Siedlątków i Nerki. Tereny wsi znajdujące się na wschód od rzeki Warta to głównie tzw. działki.